# Liste des membres de la Juilliard School
 (mai 2017).
Cette liste des membres contient des liens vers des articles de Wikipedia sur les célébrités, anciens élèves et enseignants de la Juilliard School à New York.

## Anciens élèves connus

### Classe de danse
La classe de danse a été créée en 1951. Elle propose un niveau Bachelor of Fine Arts (BFA) ou un diplôme sur quatre ans. Avant quatre ans, elle délivre les niveaux B. S. et M. S.

### Classe Théâtre
La classe Théâtre a été fondée en 1968. Les élèves qui ont terminé le programme de quatre ans reçoivent un Baccalauréat en Beaux-Arts (BFA), un niveau  Master of Fine Arts (MFA) (à partir de l'Automne 2012), ou un diplôme,. Chaque année, la classe est identifiée par un numéro de groupe : le Groupe 1 a commencé en 1968 et a été diplômé en 1972 ; le Groupe 46 inclut les étudiants qui ont terminé leur quatrième année en 2017.

#### Programme d'écriture théâtrale
Le Programme Américain d'écriture théâtrale Lila Acheson Wallace est un programme d'une année d'études supérieures dans la classe de théâtre de La Juilliard School. Les auteurs sélectionnés sont invités à accomplir une deuxième année pour obtenir un Diplôme Artistique d'Écriture dramatique.

#### Programme de mise en scène
Le programme artistique de mise en scène Andrew W. Mellon proposait des bourses d'études supérieures et a débuté en 1995 (élargi à trois ans en 1997) ; il a été abandonné à partir de l'automne 2006.
- Sam Gold (mise en scène 2006)

### Classe de musique
La classe de musique propose un Baccalauréat en Musique (BM) sur quatre ans, un niveau  Maître de Musique (MM), ou d'un diplôme. Dans les années antérieures, elle a également accordé des niveaux B. S. et M. S.

## Enseignants connus

### Ensembles résidents
- American Quintette De Cuivres
- Juilliard String Quartet

## Présidents
- Joseph W. Polisi (1984–)
- Peter Mennin (1962-1984)
- William Schuman (1946-1961)
- Ernest Hutcheson (1937-1945)
- John Erskine (1926-1937)[7]
- Frank Damrosch (1904-1926)[7]